# Rhachodesmus digitatus
Rhachodesmus digitatus är en mångfotingart som beskrevs av Ottis Robert Causey 1973. Rhachodesmus digitatus ingår i släktet Rhachodesmus och familjen Rhachodesmidae. Inga underarter finns listade i Catalogue of Life.